# Шипчените
Шѝпчените е село в Северна България, община Габрово, област Габрово.

## География
Село Шипчените се намира на около 8 km север-северозападно от центъра на град Габрово и около 2 km юг-югоизточно от село Кози рог. Разположено е в западната част на платото Стражата, върху терен с преобладаващ наклон на север, накъдето тече в започващата от селото плитка долина един от ручеите, даващи началото на неголям ляв приток на река Янтра. Селото граничи от юг с третокласния републикански път III-4403, който води от град Габрово на север през селата Рязковци, Седянковци, Ветрово, Читаковци, а след Шипчените през Сейковци до Кози рог, като на север от последното се свързва с третокласния републикански път III-4041. Надморската височина по пътя край Шипчените нараства на запад от около 575 m до около 585 m, а на север в селото намалява до около 550 – 560 m.

## История
През 1995 г. дотогавашното населено място колиби Шипчените придобива статута на село.

## Население
Населението на село Шипчените наброява 65 души при преброяването към 1934 г., намалява до 14 към 1985 г. и към 2019 г. наброява (по текущата демографска статистика за населението) 7 души.
Преброяване на населението през 2011 г.
Численост и дял на етническите групи според преброяването на населението през 2011 г.:
|                     | Численост | Дял (в %) |
| Общо                | 12        | 100,00    |
| Българи             | 12        | 100,00    |
| Турци               | 0         | 0,00      |
| Цигани              | 0         | 0,00      |
| Други               | 0         | 0,00      |
| Не се самоопределят | 0         | 0,00      |
| Неотговорили        | 0         | 0,00      |